# Team Type 1/2008
Deze pagina geeft een overzicht van de Team Type 1 wielerploeg in 2008.

## Algemeen
Algemeen manager: Tom Schuler
Ploegleiders: Vasili Davidenko, Marc Colbert, Ed Beamon
Fietsmerk: Orbea

## Renners
| Naam                     | Geboortedatum | Nationaliteit      | Ploeg 2007                                        |
| ------------------------ | ------------- | ------------------ | ------------------------------------------------- |
| Emile Abraham            | 28-04-1974    | Trinidad en Tobago | Priority Health Cycling Team presented by Bissell |
| Moisés Aldape            | 14-08-1981    | Mexico             | Panaria-Navigare                                  |
| Jesse Anthony            | 12-06-1985    | Verenigde Staten   | Kodakgallery.com-Sierra Nevada Brewing co.        |
| Benjamin Brooks          | 21-03-1979    | Australië          | Navigators Insurance Cycling Team                 |
| Fabio Calabria           | 27-08-1987    | Australië          | Neo                                               |
| Glen Alan Chadwick       | 17-10-1976    | Australië          | Navigators Insurance Cycling Team                 |
| Joe Eldridge             | 16-06-1982    | Verenigde Staten   | Neo                                               |
| Timothy Hargrave         | 27-12-1985    | Verenigde Staten   | Neo                                               |
| Daniel Holt              | 25-09-1981    | Verenigde Staten   | Nerac Pro Cycling                                 |
| Christopher Jones        | 06-08-1979    | Verenigde Staten   | Nerac Pro Cycling                                 |
| Valeriy Kobzarenko       | 05-02-1977    | Oekraïne           | Navigators Insurance Cycling Team                 |
| Ian MacGregor            | 13-04-1983    | Verenigde Staten   | Team Slipstream                                   |
| Shawn Milne              | 09-11-1981    | Verenigde Staten   | Health Net presented by Maxxis                    |
| Phil Southerland         | 15-01-1982    | Verenigde Staten   | Neo                                               |
| Oleksandr Soeroetkovitsj | 08-01-1984    | Azerbeidzjan       | Neo                                               |
| Matthew Wilson           | 01-10-1977    | Australië          | Unibet.com                                        |

## Belangrijke overwinningen
| Jayco Bay Cycling Classic 2e etappe: Matthew Wilson Ronde van Taiwan 5e etappe: Shawn Milne Tour de Beauce 6e etappe: Matthew Wilson Cascade Cycling Classic 2e etappe: Matthew Wilson 5e etappe: Moisés Aldape Ronde van Mexico Eindklassement: Glen Alan Chadwick |

2008 · 2009 · 2010 · 2011 · 2012 · 2013 · 2014 · 2015 · 2016 · 2017 · 2018 · 2019· 2020· 2021 · 2022 · 2023 · 2024 · 2025